# Traité de coopération mutuelle et de sécurité entre les États-Unis et Taïwan

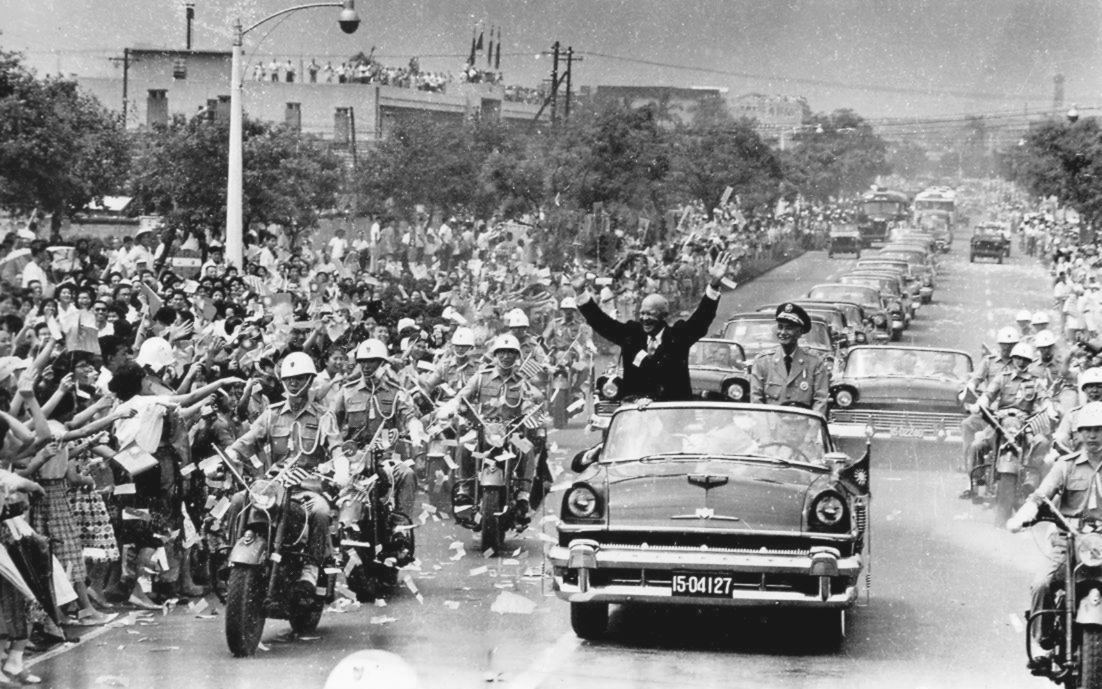
Le président américain Dwight D. Eisenhower salue le peuple taïwanais lors de sa visite à Taipei (Taïwan) en juin 1960.

Le traité de coopération mutuelle et de sécurité entre les États-Unis et Taïwan - officiellement Mutual Defense Treaty between the United States of America and the Republic of China (中華民國與美利堅合眾國間共同防禦條約) -, est un traité entre les États-Unis et Taïwan qui a été effectif entre le 3 mars 1955 et le 31 décembre 1979. Il est signé le 2 décembre 1954 à Washington. Il est composé de 10 articles, qui portent notamment sur l'aide militaire, en cas d'attaque du territoire d'un des deux signataires.
Les forces américaines basées à Taïwan relèveront du United States Taiwan Defense Command à la suite de ce traité.
À la suite de l'amélioration des relations entre la Chine et les États-Unis et la visite de Richard Nixon en Chine en 1972, le commandement a été supprimé officiellement le 26 avril 1979, le traité de défense expirant le 1er janvier 1980 à la suite de la Taiwan Relations Act de 1979 reconnaissant la politique d'une seule Chine.